# 尼泊爾根傑

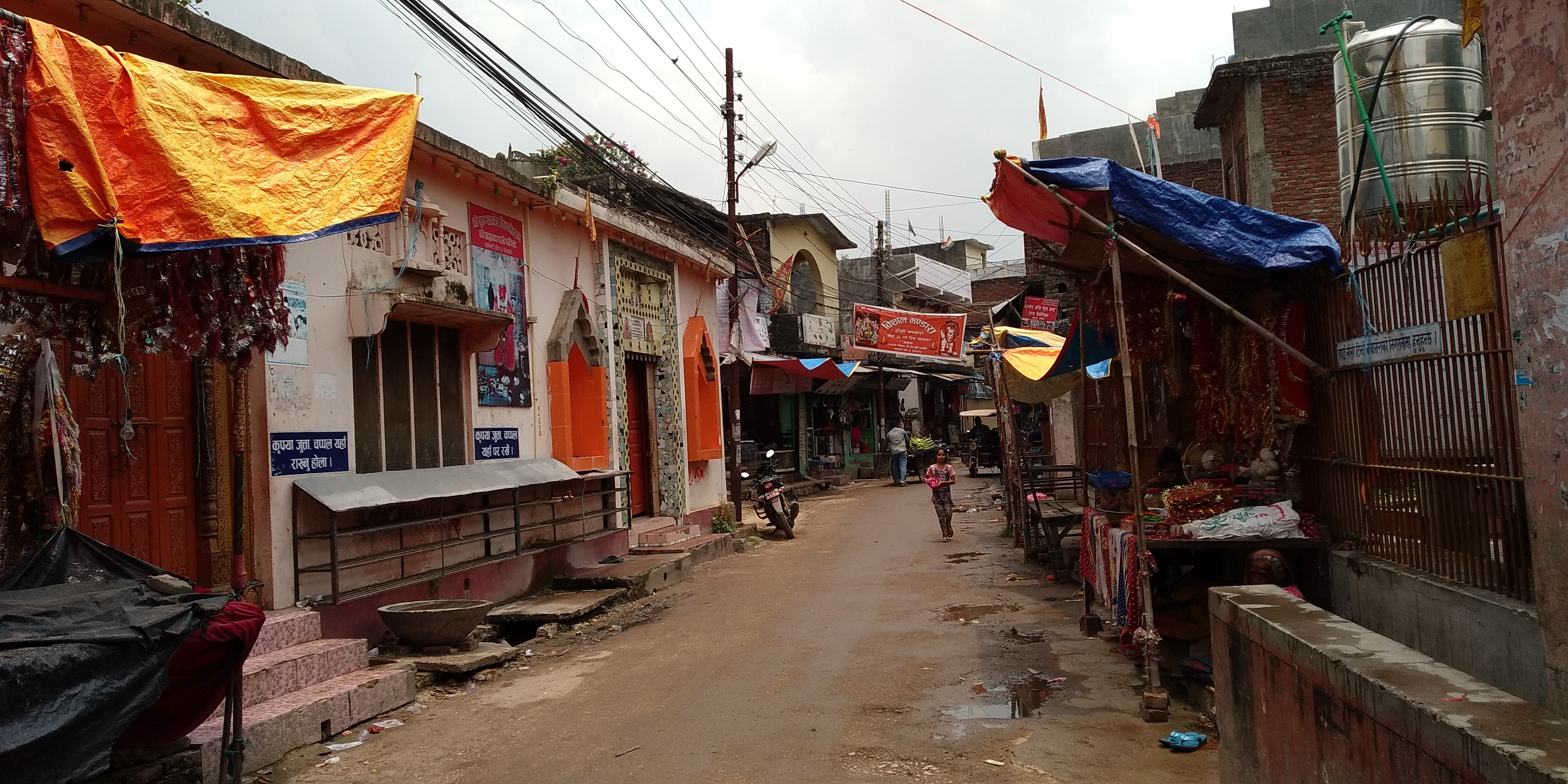
尼泊爾根傑

尼泊爾根傑（發音：[neˈpalɡʌnd͡z]）是尼泊爾的城市，位於該國西部，由藍毗尼省負責管轄，海拔高度150米，受亞熱帶氣候影響，2001年人口57,535，居民主要信奉印度教（但是尼泊爾穆斯林人口最多的城市）。
尼泊爾根傑擁有多元文化，來自不同信仰的人生活在混合社區中。印度教和佛教是該市的兩大宗教，印度教徒佔人口的比例較大。該市還擁有伊斯蘭教，錫克教和基督教等其他宗教的信徒。眾所周知，不同種族的人傳統上生活在一起，沒有任何重大衝突。

## 外部連結
- Website of Nepalgunj （页面存档备份，存于）
- Nepalgunj Travel information （页面存档备份，存于）